# Gonomyia vana
Gonomyia vana là một loài ruồi trong họ Limoniidae. Chúng phân bố ở miền Cổ bắc.